# 歧口17-3油田
歧口17-3油田，原名海四油田，為中國首個開採的海上油田。該油田位於渤海西部、毗鄰天津市的水域，屬渤海油田群內其中一組油田，由中國海洋石油獨營。

## 概要
歧口17-3油田位於天津以東的渤海水域，其開採範圍包括原有油田及名為「歧口18-5」的擴展區域。
1997年重建後，油田設有1個採油平台，並連接至9口鑽井，然而，由於此油田不設原油處理設施，產出的油氣均透過海底管道，輸送至毗鄰的歧口18-1油田生產平台進行處理。
而在重建前，則設有採油及生活平台各兩座，共16口鑽井。

## 歷史
早於1960年，地質部已開始在渤海進行地質勘測，並首次提出此水域或蘊含石油資源。
因應渤海附近陸上於1965年發現勝利油田及大港油田，加上石油工業部提出「上山、下海、大戰平原」的油田開發方向。因此，石油工業部屬下的華北石油勘探指揮部於同年8月起將石油勘探區域擴展至渤海，並於兩年後找到第一個油田。
然而，此油田一直要到1971年8月才開始鑽探，至同年11月11日完成，確定油田存在，並命名為「海四油田」。
隨後，當局將4號及7號兩座活動式鑽井平台，直接改建為永久性質的開採平台，並於1975年開始試生產，成為中國第一個投產的海上油田。由於兩座平台受嚴重鏽蝕影響，先後於1983年及1985年12月停運及拆卸。
暫停開採多年後，由於附近水域於1992年發現藏有大量油氣，但單獨開發的生產量太低，中海油決定將此油田連同「歧口18-1」一併重新開發，並擬於隨後將鄰近其他中、小型油田合併開發。按照新命名方法，海四油田改名為「歧口17-3油田」。1993年11月，作為此油田擴展部分的「歧口18-5油田」完成鑽探。至1997年12月11日，重建後的油田正式恢復生產。